# Pareuchaetes
Pareuchaetes is een geslacht van vlinders van de familie spinneruilen (Erebidae), uit de onderfamilie Arctiinae.

## Soorten
- P. arravaca Jordan, 1916
- P. aurata (Butler, 1875)
- P. insulata (Walker, 1855)
- P. misatlensis Rego Barros, 1956
- P. pseudoinsulata Rego Barros, 1956